# Fayssal Atchiba
Fayssal Atchiba, est un athlète paralympique béninois, spécialiste des sprints de 100 et de 200 mètres. Médaillé d’Or au Maroc en 2023, il représente le Bénin aux Jeux paralympiques d'été de 2024 à Paris en France.

## Biographie

### Carrière sportive
Footballeur au départ, après l'amputation d'un bras, Fayssal Atchiba devient athlète paralympique grâce à une sélection du Comité national paralympique du Bénin. Il représente le Bénin aux Jeux paralympiques de Tokyo en 2020. Il remporte trois médailles dont 1 en Or au 200m, 1 en Argent au 100m et 1 de bronze au saut en longueur au 7ème meeting international du Grand Prix Moulay El Hassan de Marrakech en mars 2023,. Spécialiste de sprint des 100m, il participe aux jeux paralympiques de Paris en août  2024,.